# Liverton Mines
Liverton Mines – wieś w Anglii, w hrabstwie ceremonialnym North Yorkshire, w dystrykcie (unitary authority) Redcar and Cleveland. Leży 67 km na północ od miasta York i 342 km na północ od Londynu. Miejscowość liczy 1500 mieszkańców.